# بوهم و موراویا
تحت‌الحمایه بوهم و موراویا کشور یا منطقه‌ای با اکثریت ساکنان مردم چک و تحت‌الحمایه و بنیان‌گذاری آلمان نازی بود که در بخش مرکزی سرزمین تاریخی بوهم، موراویا و منطقه تاریخی سیلزی چک به عبارتی جمهوری چک به جز سودِتِلنلند امروزی قرار داشت. بوهم و موراویا توسط آدولف هیتلر در تاریخ ۱۵ مارس ۱۹۳۹ میلادی در قلعه پراگ بنیان‌گذاری گردید. این اعلان تحت‌الحمایه بودن، پس از پایه‌گذاری جمهوری اسلواکی در ۱۴ مارس ۱۹۳۹ اعلان گردید. کشور بوهم و موراویا تا سال ۱۹۴۵ بر پا بود.